# Twierdzenie Engela
Twierdzenie Engela – twierdzenie dające odpowiedź na pytanie, kiedy dana algebra Liego jest nilpotentna.

## Definicje wstępne
Algebra Liego {\displaystyle \mathbf {L} } jest nilpotentna, kiedy zstępujący ciąg centralny, zdefiniowany przez:
{\displaystyle \mathbf {L} _{0}=\mathbf {L} ,}
{\displaystyle \mathbf {L} _{i+1}=[\mathbf {L} ,\mathbf {L} _{i}].}
W końcu osiąga {0}.
Dla {\displaystyle x\in \mathbf {L} } operator dołączony {\displaystyle \operatorname {ad} _{x}} definiujemy przez:
{\displaystyle \operatorname {ad} _{x}(y)=[x,y].}
Operator dołączony jest operatorem liniowym na przestrzeni wektorowej {\displaystyle L.}

## Twierdzenie
Skończeniewymiarowa algebra Liego jest nilpotentna wtedy i tylko wtedy, gdy operator dołączony każdego elementu tej algebry jest nilpotentny.